# Манастир Довоља
Манастир Довоља је манастир Српске православне цркве у епархији милешевској. Посвећен је Успењу Пресвете Богоридице. Манастир се обнавља.

## Положај
Манастирски храм Успења Пресвете Богородице налази се у кањону ријеке Таре, односно на њеној десној обали. Од Пљеваља је удаљен око 45 километара. Смјештен је недалеко од насеља Премћани заселак Довоља, у данашњој општини Пљевља, у Црној Гори.

## Историја
У историјским изворима први пут се помиње 1513. године (када га митрополит Јован ослобађа свих дажбина). Много се помиње у XVI и XVII вијеку, у вези са манастирским оправкама. Обновљен је 1545. године, а запис о томе у још целом храму видео је 1857. године руски историчар Гиљфердинг. Он је ушао у замандаљену цркву поцрнелих зидова, отворивши двери без кључа - помоћу ексера. Калуђер Григорије Довољац (из манастира Довоља) је антиминс освећен од кир Антонија митрополита Сочавског (у Молдавији) поклонио горажданској цркви Св. Георгија 1785. године. Године 1804. Турци су опустошили манастир и опљачкали драгоцјености. Манастирски храм је једно време служио Турцима као гранична караула па га нису сасвим срушили. Десет година касније манастир је обновљен, да би од Турака био спаљен 1857. године. У Довољу је 1850. године пострижен протосинђел Пахомије Николајевић, манастирски ђак. Ту се у манастиру водила борба између чете Јоксима Кнежевића и Турака; ускок је опколио и побио Турке, који су се заточили у манастиру. Нова обнова од стране Шаранаца предвођених поп Радосавом Рондовићем, уследила је око 1862. године. Последњег довољског калуђера су Турци отерали 1868. године. Поново је обновљен 1870. године, али потраја само пет година. Страда опет од Турака, 1875. године у вријеме Херцеговачког устанка, а потпуно је напуштен 1886. године након једног великог пожара. Манастиру су одувек припадала места Довоље и Пренчани. Име му потиче од фразе да је ту у манастиру наводно било свега довољно, тј. "до воље". У манастиру се могла видети једна стара литографија и више штампаних књига код појединих породица касније склоњених.
Поред развалина манастирских почела је градња основне школе 1898. године. Филип Ђурашковић трговац из Пљеваља је поклонио тада сав гвоздени материјал за њену градњу - он је највећи добротвор школе. Током градње истакли су се Спасоје Војиновић заптија, Вукашин Перунчић, Јосиф Војиновић и Јосиф Голубовић. У месту је било и старо племе "Војиновићи", од којих је Јаков Р. Војиновић први довољски учитељ постао. Он се вратио са школовања и у родном месту 1. септембра 1897. године отворио прву школу. У њу се уписало одмах 48 ученика. Школска зграда је завршена фебруара 1898. године, а имала је под кровом велику учионицу са ходником и две собе. Спасоје Војиновић је изабран за школског епитропа.
У овом манастиру замонашен је патријарх српски Арсеније Чарнојевић. Манастир је богослужбеним књигама даривао црногорски владар Петар Петровић Његош.

### Мошти Св. Арсенија Сремца
Извесно време њему су чуване кости Светог Арсенија архиепископа српског из Пећи, које су ту донете (склоњене) из Патријаршије. По предању народном из околине манастира, свете мошти је у ствари украо из Пећке патријаршије један довољски монах. Због тога је манастир био поклоничко место не само за православце, већ и болесне мухамеданце. Са друге стране Турци и Арнаути Тоске су покушавали више пута да униште и манастир и спале свете мошти. Због моштију крв се лила и између припадника црногорских племена. Око 1810. године свратила је у Довољ група од 17 наоружаних Васојевића. Током ноћи они су повезали јединог калуђера Јоксимовића и слуге и понели са собом мошти у манастир Ђурђеви Ступови. Међутим један од манастирских слугу је успео да се одвеже, и у селу Селцу дигне потеру. Потера је сустигла чету и преотела мошти и притом су два човека погинула. Калуђер Јоксимовић је кроз извесно време трагично настрадао у шуми, па је манастир запустео. Седам година након тога дошао је у манастир Јанићије Ђурић (родом из Чајнича) и оживео манастир. Године 1838. у Довољком братству су калуђери: Пахомије Ђурић (родом из Чајнича) и Матија Лисица. Године 1845. Турци су наредили да се у манастирску братију прими један калуђер Морачанин звани Никодим, до тада њихов кмет. Тај Никодим је био проблематична особа; напустио касније Довољски манастир па се у њега вратио 1847. године, када је ноћу уочи Велике Госпојине, украо Арсенијеве мошти из ћивота. Свете мошти је Никодим однео у манастир Морачу, где су чуване неко време. Када је Никодима истерао морачки игуман Димитрије, он се једне ноћи вратио и опет украо мошти које је сада дао Дрекаловићима, у Кучима. Ни њима није требао човек који се бавио светотатством. Црногорски кнез Данило је 1855-1856. године ратовао против одметнутих Куча, одакле је мошти узео. Мошти светитеља су по његовој вољи склоњене одатле у манастир Ждребаоник у Пиперима. Померане су касније (1884) и одатле, сада по вољи новог владара књаза Николе у манастир Косијерово, на граници Црне Горе и Херцеговине. А крајем 19. века пренете у Бањане, у Скопској Црној Гори.
Локално становништво је 1905. године Турцима упутило молбу за обнову манастира, у којој се помиње да је манастир задужбина краља Милутина. Обнова је поново кренула око 1930. године а започео је санацију рушевина архитекта Ђорђе Бошковић. Године 1931. постављен је за игумана Дионисије Рабреновић. Манастирске рушевине је 1933. године посјетио историчар Владимир Ћоровић, који је 1934. године у Гласнику српског научног друштва објавио детаљну студију о манастиру. Одбор за обнову манастира Довоље основан је 1998. Обнова манастира је почела 1999. године, а наредне четири године су вршена археолошка ископавања приликом којих је отворено 57 гробова. Освештан је на Велику Госпојину 28. августа 2008. године.